# 後光虹燈魚
後光虹灯鱼（学名：Bolinichthys distofax）为輻鰭魚綱燈籠魚目灯笼鱼科底灯鱼属的鱼类。分布于大西洋區，包括安哥拉、巴西至蓋亞那等海域，屬深海魚類，深度100-690公尺，體長可達9公分。

## 扩展阅读
維基物種上的相關：後光虹灯鱼